# شومبر كيريكس
شومبر كيريكس (بالمجرية: Kerekes Zsombor)‏ هو لاعب كرة قدم مجري في مركز الهجوم، ولد في 13 سبتمبر 1973 في زينتا في صربيا. لعب مع سبارتاك سوبتيتسا وفيلم 2 تيلبورغ ونادي تيانجين تيدا ونادي دبرتسني.

## وصلات خارجية
- شومبر كيريكس على موقع الاتحاد الدولي (مؤرشف)  (الإنجليزية)
- شومبر كيريكس على موقع قاعدة بيانات كرة القدم.إي يو (الإنجليزية)
- شومبر كيريكس على موقع ناشيونال فوتبول تيمز (الإنجليزية)
- شومبر كيريكس على موقع Soccerbase.com (لاعب) (الإنجليزية)